# Gonzaga (gioco)
Gonzaga è un gioco da tavolo strategico avente come scopo la conquista dei feudi in Europa tramite piazzamenti e matrimoni.